# Filippinbivråk
Filippinbivråk (Pernis steerei) är en fågel i familjen hökar. Den och sulawesibivråken (P. celebensis) behandlades tidigare som en och samma art. Arten minskar i antal, men beståndet anses ändå vara livskraftigt.

## Utseende och läten
Filippinbivråken är en medelstor (52–59 cm) brunfärgad rovfågel. I storlek och utseende är den lik sulawesibivråken som den tidigare behandlades som en del av (se nedan). Filippinbivråken har dock en längre tofs på huvudet och smalare mörka och bredare ljusa band på stjärten. Vidare är bröstet vitaktigt eller beigefärgat och sparsamt svartstreckat jämfört med sulawesibivråkens mer streckade roströda bröst. På nedre delen av buken är den bandad i rostrött och vitt istället för chokladbrunt och vitt. Lätet är ett högljutt skriande eller ringande ljud.

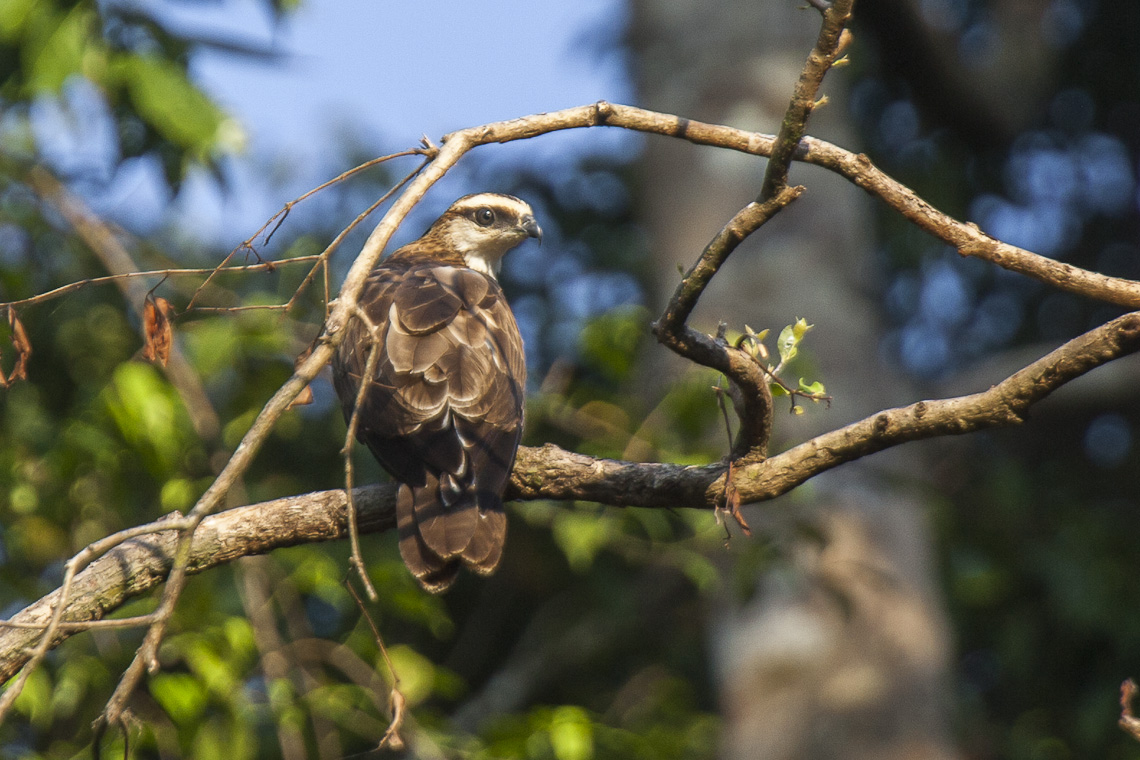
Filippinbivråk på Mindanao.

## Utbredning och systematik
Filippinbivråk delas upp i två underarter med följande utbredning:
- Pernis steerei winkleri – förekommer på Luzon
- Pernis steerei steerei – förekommer i Filippinerna utom Luzon, Palawan och närliggande öar; ett fynd finns från Panay[5]

Arten behandlades tidigare som underart till P. celebensis men urskiljs numera som egen art. Detta styrks av genetiska studier.

## Levnadssätt
Filippinbivråken förekommer i skog och skogskanter från havsnivån upp till cirka 2000 meters höjd. Födan är dåligt känd, men tros ta getingar och termiter, både vuxna djur och dess larver. Även ödlor, fågelungar och möjligen grodor ingår i födan. Den har konstaterats häcka i februari, men varken bo eller ägg har beskrivits.

## Status och hot
Arten har ett stort utbredningsområde och en stor population, men tros minska i antal på grund av habitatförstörelse, dock inte tillräckligt kraftigt för att den ska betraktas som hotad. Internationella naturvårdsunionen IUCN kategoriserar därför arten som livskraftig (LC).

## Namn
Fågelns vetenskapliga artnamn hedrar Joseph Beal Steere (1842–1940), amerikansk ornitolog, zoolog, paleontolog, antropolog och upptäcktsresande verksam i bland annat Moluckerna och Filippinerna 1874–1875 och 1887–1888.